# Sidsbackaträsk
Sidsbackaträsk är en sjö i kommunen Raseborg i landskapet Nyland i Finland. Sjön ligger 4 meter över havet. Arean är 30 hektar och strandlinjen är 3,62 kilometer lång. Sjön  ingår i Skärgårdshavets kustområde, Åland.   Den ligger omkring 86 km väster om Helsingfors. 